# Верхняя Алабашка
Верхняя Алабашка — деревня в Пригородном районе Свердловской области России. Входит в муниципальный округ Горноуральский, управляется Южаковской территориальной администрацией.
Ранее деревня входила в состав Мурзинского сельсовета Пригородного района.

## География
Деревня Верхняя Алабашка расположена в лесистой местности, преимущественно на правом берегу реки Алабашки (левого притока Нейвы), в 64 километрах к востоко-юго-востоку от Нижнего Тагила (в 95 километрах по дорогам). В окрестностях деревни находятся старинные самоцветные копи Мыльница и Двухсотенная — геологические и исторические памятники природы.

## Население
| 2002 | 2010 | 2021 |
| ---- | ---- | ---- |
| 0    | →0   | ↗1   |